# Devotion (album Jessie Ware)
Devotion – debiutancki album brytyjskiej wokalistki Jessie Ware, który ukazał się w 2012 roku.
We wrześniu 2012 płyta zdobyła nominację do Mercury Prize W Polsce płyta uzyskała status platynowej płyty.

## Lista utworów

### Wersja międzynarodowa
| 1.  | "Devotion"                            | 3:24  |
|     |                                       |       |
| 2.  | "Wildest Moments"                     | 3:42  |
|     |                                       |       |
| 3.  | "Running"                             | 4:28  |
|     |                                       |       |
| 4.  | "Still Love Me"                       | 3:56  |
|     |                                       |       |
| 5.  | "No to Love"                          | 3:33  |
|     |                                       |       |
| 6.  | "Night Light"                         | 4:13  |
|     |                                       |       |
| 7.  | "Swan Song"                           | 3:43  |
|     |                                       |       |
| 8.  | "Sweet Talk"                          | 3:37  |
|     |                                       |       |
| 9.  | "110%" / "If You're Never Gonna Move" | 3:27  |
|     |                                       |       |
| 10. | "Taking in Water"                     | 4:27  |
|     |                                       |       |
| 11. | "Something Inside"                    | 3:34  |
|     |                                       |       |
|     |                                       | 42:04 |
|     |                                       |       |

### Bonus disc polskiej edycji deluxe
1. "Strangest Feeling"
2. "What You Won't Do for Love"
3. "Wildest Moments" (Acoustic Version)
4. "Running" (Acoustic Version)
5. "Running" (Live from Polish Radio)
6. "Night Light" (Live from Polish Radio)
7. "Running" (Disclosure Remix)